# 西部警察 (PART1)
『西部警察』（せいぶけいさつ）は、1979年10月14日から1982年4月18日まで、テレビ朝日系列で毎週日曜20:00 - 20:54（JST）に全126話が放送された、テレビ朝日、石原プロモーション制作の刑事ドラマ。
『西部警察』シリーズの第1作目に当たり、2作目以降との区別のため『西部警察 PART-I』と便宜上呼称される場合もある。

## 主な出演者
大門軍団
- 大門圭介 - 渡哲也
- 巽総太郎（第30話まで） / 鳩村英次（第109話以降） - 舘ひろし
- 松田猛 - 寺尾聰（第123話まで）
- 谷大作 - 藤岡重慶
- 源田浩史 - 苅谷俊介
- 兼子仁 - 五代高之（第54話まで）
- 桐生一馬 - 加納竜（第31話 - 第74話）
- 北条卓 - 御木裕（第55話以降）
- 平尾一兵 - 峰竜太（第75話以降）

捜査課係長
- 二宮武士 - 庄司永建

その他のレギュラー
- 大門明子 - 古手川祐子
- 朝比奈 - 佐原健二
- 国立六三 - 武藤章生
- 沢井礼子 - 布目ゆう子（第52話まで）
- 山野美子 - 小野田かずえ（第53話 - 第126話）
- 薫 - 幸田薫（ノンクレジット）
- 河合マリ子 - 山田由紀子
- 矢島アイ子 - 豊島ひとみ（ノンクレジット）
- 記者クラブメンバー - 下之坊正道、山根久幸、柿沼大介、山本庄助
- 特機隊員 - 我如古盛勇、西内彰

捜査課長
- 木暮謙三 - 石原裕次郎

## スタッフ
- 制作 - 石原裕次郎
- 企画 - 小林正彦（石原プロモーション）、高橋正樹（テレビ朝日）
- プロデューサー - 石野憲助（石原プロモーション）、星裕夫（テレビ朝日）
- 撮影 - 金宇満司、仙元誠三、宗田喜久松、内田清美、北泉成
- 照明 - 椎葉昇、椎野茂
- 美術 - 小林正義
- 録音 - 佐藤泰博、塩原政勝
- 整音 - 建部日出夫、小峰信雄、高橋三郎
- 編集 - 渡辺士郎、原桂一
- 助監督 - 天間敏広、丸久夫（丸久生）、荻原達、鷹羽邦彦、原隆仁
- 記録 - 杉山昌子、内田絢子、君塚みね子、中井妙子、藤本洋子、高山典子
- 制作担当 - 江島進、古賀正行、浅野謙治郎
- 俳優担当プロデューサー - 小島克己
- プロデューサー補 - 岩崎純、高山正彦、仲川幸夫
- 監督助手 - 森清和夫、一倉治雄
- 撮影助手 - 高橋達美
- 音楽 - 宇都宮安重
  - 編曲 - 石田勝範
  - 演奏 - ホーネッツ
- 音楽ディレクター - 鈴木清司
- 音楽プロデューサー - 中村進（石原音楽出版社）
- サントラ盤 - テイチクレコード
- 音響効果 - 東洋音響、小島良雄
- 録音スタジオ - にっかつスタジオセンター
- 技斗 - 高倉英二
- アクション - グループ十二騎会
- エキストラ - クロキプロ
- カーアクション - 三石千尋とマイクスタントマンチーム
- 衣装 - 第一衣裳
- 美粧 - 山田かつら
- 小道具 - 高津映画装飾
- 現像 - 東洋現像所
- 企画協力 - ブローバック・プロ
- 撮影協力 - 鈴木自動車工業、朝日航洋、共豊産業（第56話より）、エンケイ・アルミホイール（第56話より）、中田商店
- 協力 - 日産自動車
- 制作 - 石原プロモーション、テレビ朝日

## 音楽

### メインテーマ
「西部警察メインテーマ」（インストゥルメンタル）
- 作曲・編曲：宇都宮安重
- 演奏：ホーネッツ

### 主題歌
- 『みんな誰かを愛してる』
  - 作詞：なかにし礼 作曲：平尾昌晃 編曲：石田勝範 歌：石原裕次郎
- 『夜明けの街』
  - 作詞：池田充男 作曲：野崎真一 編曲：竜崎孝路 歌：石原裕次郎

### 挿入歌
- 『愛のゆくえ』
  - 作詞：伊井田朗 作曲：水森英夫 編曲：高田弘 歌：幸田薫
- 『想い出はたそがれ色』
  - 作詞・作曲：たきのえいじ 編曲：神保正明 歌：幸田薫
- 『通り雨』
  - 作詞・作曲：竹田賢 編曲：竜崎孝路 歌：豊島ひとみ

## 放送日程
「DVD-SELECTION BOX」および「キャラクターコレクション」に収録されているエピソードについては、サブタイトルを太字で表記するものとする。
| 放送回 | 放送日         | サブタイトル                    | 脚本              | 監督       | ゲスト | 視聴率 | 収録DVD                                                    |
| ------ | -------------- | ------------------------------- | ----------------- | ---------- | --- | ------ | ---------------------------------------------------------- |
| 1      | 1979年10月14日 | 無防備都市 -前編-               | 永原秀一          | 渡辺拓也   | （第1・2話共通）伊藤雄之助、浜田晃、ウイリー・ドーシー、片岡五郎、小寺大介、花上晃、町田幸夫 （第1話のみ）草薙良一、森正親、川部修詩、鶴岡修、岡田勝、宮田光、高村良、山崎之也 （第2話のみ）今井健二、加地健太郎、二家本辰巳、晴海勇三、加藤勝、中瀬博文、森下明、新井一夫、西内彰、田中加奈子                                              | 18.8%  | BOX1 Vol.1                                                 |
| 2      | 10月21日       | 無防備都市 -後編-               | 永原秀一          | 渡辺拓也   | （第1・2話共通）伊藤雄之助、浜田晃、ウイリー・ドーシー、片岡五郎、小寺大介、花上晃、町田幸夫 （第1話のみ）草薙良一、森正親、川部修詩、鶴岡修、岡田勝、宮田光、高村良、山崎之也 （第2話のみ）今井健二、加地健太郎、二家本辰巳、晴海勇三、加藤勝、中瀬博文、森下明、新井一夫、西内彰、田中加奈子                                              | 18.4%  | BOX1 Vol.1                                                 |
| 3      | 10月28日       | 白昼の誘拐                      | 柏原寛司          | 澤田幸弘   | 鹿沼えり、高野真二、小宮守、和田瑞穂、大辻慎吾、滝沢双、泉ワ輔、福岡正剛、三沼慶、蒲生郁江、池村隆介 | 11.3%  | タツ                                                       |
| 4      | 11月04日       | マシンガン狂詩曲                | 浅井達也          | 渡辺拓也   | 岡田可愛、成瀬正、佐藤晟也、三井恒、栗田八郎、鈴木和夫、尾木まゆみ、川部修詩、大木史朗、加々良一和輝、久保田鉄男、波すずめ、吾桐芳雄、有馬明良、西本照雄、吉江惠子 | 16.1%  | BOX1 Vol.1                                                 |
| 5      | 11月11日       | 爆殺5秒前                       | 大野武雄          | 澤田幸弘   | 小林稔侍、不知火艶、兼松隆、川口裕子、姿鐡太郎、山田禅二、福原秀雄、小柳久子、鳴門万希子、龍のり子、新井恵己、石井憲一、待田京介 | 10.7%  | BOX2 Vol.7 ダーティーキャラクター コレクションシリーズ(2)  |
| 6      | 11月18日       | 横浜銃撃戦                      | 峯尾基三          | 小澤啓一   | 八名信夫、榎木兵衛、石山雄大、永野明彦、湯川勉、大竹義夫、荻原紀、河合絃司、岡崎夏子、柚木悦子、岡田勝、荒瀬賞樹、郷内栄樹、西内彰、中瀬博文、高橋雅弘、戸田清志、城野勝己 | 14.3%  | BOX1 Vol.1 ダーティーキャラクター コレクションシリーズ(1)  |
| 7      | 11月25日       | 暴走刑事を撃て                  | 永原秀一 宮下潤一 | 小澤啓一   | 鹿内孝、小池雄介、橘麻紀、上田耕一、村上幹夫、岡崎夏子、西山健司、森健太郎、二家本辰巳、星野晃、石崎洋光、須川尋真、加藤勝、国村峰子 | 15.6%  | BOX1 Vol.2                                                 |
| 8      | 12月02日       | 拳銃シンジケート                | 新井光            | 渡辺拓也   | 中庸助、土山登志幸、団巌、松坂隆子、高月忠、大沢萬之助、三上剛、高橋義治、細野輝利、中林義明、山中泰介、今生きよみ、友田勝、竹田伸一、井口健太、根本泰明、村上久勝、西内彰 | 10.7%  |                                                            |
| 9      | 12月09日       | ヤクザ志願                      | 柏原寛司          | 村川透     | 岩城滉一、山岡徹也、中田博久、江見俊太郎、結城マミ、明石勤、堀礼文、星野晃、藤原益二、岡田勝、清水健史、加藤勝、大竹義夫、原のり子、中瀬博文 | 12.5%  | BOX2 Vol.7 ゲン                                            |
| 10     | 12月16日       | ホットマネー攻防戦              | 新井光            | 小澤啓一   | 近藤宏、江角英明、椎谷建治、片岡五郎、大友千秋、萩原紀、玉村駿太郎、水本ちあき、森下明、二家本辰巳、小林アトム、加々良一和輝、西内彰、村上久勝、中山辰夫、有馬明良 | 13.3%  | BOX1 Vol.2 タツ                                            |
| 11     | 12月23日       | 燃えつきた獣たち                | 永原秀一          | 小澤啓一   | あき竹城、井上博一、大下哲矢、大辻慎吾、草薙良一、姿鐡太郎、島英司、新山真弓、深町眞紀子、寺西優希子、佐藤恵子、小林悦子 | 14.6%  |                                                            |
| 12     | 12月30日       | ビッグバッド・ママ              | 大野武雄          | 村川透     | 三条美紀、阿藤海、森大河、吉宮慎一、明日香和泉、久遠利三、藤岡実、山口誠一郎、花原照子、晴海勇三、新井恵己、須賀夏子、石崎洋光、二家本辰己、稲川善一、待田京介 | 12.2%  |                                                            |
| 13     | 1980年01月06日 | 大門危機一髪                    | 峯尾基三          | 渡辺拓也   | 早川雄三、岩尾正隆、藤山律子、兼松隆、沢田情児、高品正広、トビー門口、大山清志、伊藤弘一、大竹義夫、星野晃、中瀬輝文、戸田清志、三沢ともこ | 9.6%   | BOX2 Vol.7 団長(1)                                         |
| 14     | 1月13日        | 殺し屋参上                      | 浅井達也 永原秀一 | 渡辺拓也   | 森山周一郎、平泉征、吉田豊明、関川慎二、西山健司、村上久勝、岡田勝、細野輝利、森健太郎、深作覚、上田久美子、蒲生郁江、伊藤秋利、加藤勝、山崎道 | 15.9%  | BOX2 Vol.7 リキ(1)                                         |
| 15     | 1月20日        | さらば愛しき女                  | 永原秀一          | 小澤啓一   | 鰐淵晴子、太刀川寛、小林勝彦、萬田久子、川崎あかね、辰馬伸、信実一徳、高木暁、松島真一、見沼慶、高井明、吉沢栄吾 | 11.9%  |                                                            |
| 16     | 1月27日        | 最後の一弾                      | 柏原寛司          | 澤田幸弘   | 八名信夫、堀田眞三、沢田勝美、永野明彦、花原照子、廣田正光、谷本公平、田中加奈子、蒲生郁江、武田知司、藤岡実、藤井一男 | 7.8%   | タツ                                                       |
| 17     | 2月03日        | 地獄から還った刑事              | 大野武雄          | 澤田幸弘   | 今井健二、片桐竜次、中庸助、榎木兵衛、鳥巣哲生、八城夏子、高木真二、宮城健太狼、三上剛、大友千秋、晴海勇三、今井久、岡幸次郎、久地明、西内彰、梶木義治、高橋正昭、井口健太 | 12.8%  | BOX1 Vol.2                                                 |
| 18     | 2月10日        | 俺たちの闘い                    | 新井光            | 小澤啓一   | 倉石功、弘松三郎、加藤春哉、だるま二郎、二家本辰巳、新井一夫、畑中猛重、中平哲仟、静ひろみ、稲川善一、刀原彰光、西内彰、大竹義夫、星野晃、岡田勝 | 14.7%  | BOX1 Vol.2 リキ(3)                                         |
| 19     | 2月17日        | 蘇える一弾                      | 峯尾基三          | 渡辺拓也   | 根岸一正、庄司三郎、檀喧太、野坂信一、影山英俊、久遠利三、福岡正剛、秋野陽介、川部修詩、渋谷明美、高橋晃子、佐藤あさみ、大貫一美、加藤勝、管秀樹、石川敏 | 13.0%  |                                                            |
| 20     | 2月24日        | 爆発ゾーン                      | 浅井達也          | 渡辺拓也   | 藤木敬士、寺島達夫、沢美鶴、戸塚孝、峯秀一、高橋義治、相原巨典、側見民雄、村山一徳 | 14.3%  | BOX2 Vol.8                                                 |
| 21     | 3月02日        | 汚ない奴                        | 永原秀一          | 長谷部安春 | 西沢利明、加藤大樹、高野真二、中田博久、溝口拳、佐藤了一、大平忠行、小坂生男、西内彰、荻原紀、武田倫一、中山辰夫、石川公康、高橋雅弘、菅秀樹、トニー・マーテブー(ノンクレジット) | 15.4%  | BOX1 Vol.3                                                 |
| 22     | 3月09日        | 少年                            | 大野武雄          | 長谷部安春 | 田中浩、三角八郎、田中和洋、南雲祐介、田利之、鈴木和夫、田中加奈子、不知火艶、桑原恵子、玉桐芳雄、谷本あきら、三浦伸、田畑孝、河合絃司、酒井郷博、城野勝己、古川隆 | 15.6%  | BOX1 Vol.3                                                 |
| 23     | 3月16日        | トリック・プレー                | 柏原寛司          | 渡辺拓也   | 石橋蓮司、西山健司、高木真二、勝田久、角田映二、中瀬博文、伊藤年秋、加ヶ良一和輝、新海清 | 13.3%  | BOX1 Vol.3                                                 |
| 24     | 3月23日        | 獅子に怒りを!!                  | 宮下潤一          | 小澤啓一   | 木村元、椎谷建治、永野明彦、小坂生男、西内彰、花原照子、川部修詩、増田恵美、泉よし子、新井恵己、戸麻戸まり、高山千草、山本武、村上幹夫、二家本辰巳、菅秀樹、静ひろみ | 15.7%  | BOX1 Vol.3 団長(1)                                         |
| 25     | 3月30日        | 刑事を奪え                      | 浅井達也          | 小澤啓一   | 鹿内孝、中庸助、八名信夫、玉村駿太郎、辰馬伸、荻原紀、岡尚美、真田英明、石崎洋光、森健太郎、有馬明良、岡田和子、上田久美子、時任ゆかり、町田幸夫 | 16.5%  |                                                            |
| 26     | 4月06日        | 友情の捜査線                    | 新井光            | 村川透     | 細川俊夫、熊谷美由紀、重松収、清水宏、汐路章、飯田浩幾、姿鐵太郎、鈴木和夫、山中康司、星野晃、岡田勝、武田倫一、谷本公平、大竹義夫、中瀬博文、中山辰夫 | 12.1%  | BOX1 Vol.4 係長                                            |
| 27     | 4月13日        | 傷だらけの白衣                  | 新井光            | 渡辺拓也   | 五十嵐淳子、森山周一郎、片岡五郎、波すずめ、明石勤、晴海勇三、浜口竜哉、入江正徳、草薙一男、大竹義夫、恒内隆、今生きよみ、福井一也、三津谷猛、小出昌子、郷内栄喜 | 14.5%  | BOX2 Vol.8                                                 |
| 28     | 4月20日        | 横浜ベイ・ブルース              | 柏原寛司          | 澤田幸弘   | 亜湖、青木卓、伊達三郎、石山雄大、堀礼文、鳥巣哲生、晴海勇三、幸英二、渡辺とく子、三田村賢二、森下明、西内彰、山本庄助、菅秀樹、大川健、戸田清志、吉田晴美、米塚博 | 14.6%  |                                                            |
| 29     | 4月27日        | 島原の子守唄                    | 大野武雄          | 村川透     | 根岸とし江、中田博久、鶴岡修、江角英明、高品正広、三井恒、柚木悦子、里木佐甫良、工藤美奈子、金子毅、高橋正昭、根本泰明、秋津良子 | 15.1%  | BOX1 Vol.4 タニ                                            |
| 30     | 5月04日        | 絶命・炎のハーレー              | 峯尾基三          | 澤田幸弘   | 福本清三、小池雄介、加藤春哉、高山千草、恵千比呂、河合絃司、川部修詩、佐藤恵子、あい陽子、武田弘樹、平川双子、田口光子、伊藤年秋、大宮順 | 15.4%  | BOX1 Vol.4 タツ                                            |
| 31     | 5月11日        | 新人・リューが翔んだ!!          | 永原秀一          | 渡辺拓也   | 市川好朗、寺島達夫、岡本麗、泉ワ輔、草薙良一、細野輝利、秋野陽介、西山健司、新井一夫 | 9.0%   | BOX1 Vol.4                                                 |
| 32     | 5月18日        | 俺の愛した小さい奴              | 大野武雄          | 渡辺拓也   | 小宮守、田口計、小野恵子、大原和彦、山岡徹也、高木真二、三上剛、石崎洋光、古川隆、高橋正昭、岡崎夏子、二家本辰巳、今村文則、青木勇次 | 12.7%  | リキ(1)                                                    |
| 33     | 5月25日        | 聖者の行進                      | 新井光            | 澤田幸弘   | トニー・マーデブー、岡本ひろみ、椎谷建治、鈴木和夫、辰馬伸、目黒幸子、大和義武、小林哲生、飯島大介、森みどり、加々良一和輝、中山辰夫、伊藤年秋、高木一夫、小坂生男 | 11.9%  | BOX2 Vol.8                                                 |
| 34     | 6月01日        | 長野行特急列車                  | 永原秀一          | 澤田幸弘   | 泉じゅん、丹古母鬼馬二、根岸一正、明石勤、沢田情児、北野清治、岡田勝、五十嵐エミ | 9.6%   | BOX2 Vol.8                                                 |
| 35     | 6月08日        | ゲーム・イズ・オーバー          | 柏原寛司          | 西村潔     | 中島ゆたか、滝沢双、檀喧太、宮島一輔、大竹義夫、北原ひとみ、芝昭子、三津谷猛、後藤明、伊藤愛子 | 9.7%   | リキ(2)                                                    |
| 36     | 6月15日        | 燃える導火線                    | 峯尾基三          | 西村潔     | 岡崎二朗、山科ゆり、江見俊太郎、戸塚孝、相馬剛三、河合絃司、花原照子、畑中武重、岩田雅子、高橋正昭、千葉長門、戸田清志、菅秀樹 | 13.9%  |                                                            |
| 37     | 6月22日        | 炎の中で甦れ!                   | 大野武雄          | 長谷部安春 | 中島葵、成瀬正、塩月徳子、福岡正剛、姿鐡太郎、不知火艶、堀礼文、黒川明子、山川弘乃、今生きよみ、綾中素子、大平忠行 | 9.1%   |                                                            |
| 38     | 6月29日        | 遥かなる故郷                    | 新井光            | 長谷部安春 | 竹井みどり、江見俊太郎、井上博一、片岡五郎、若松和子、榎木兵衛、浜口竜哉、庄司三郎、佐藤了一、大山豊、伊藤年秋、賀川修詩、田口光子、中条友紀 | 16.1%  | BOX1 Vol.5 ゲン                                            |
| 39     | 7月06日        | 消えた大門軍団                  | 永原秀一 永海秀国 | 渡辺拓也   | 葉山良二、綾川香、高月忠、中平哲仟、岡幸次郎、鈴木和夫、小見山玉樹、西内彰、西山健司、小坂生男、新井一夫、加々良一和輝、岡田勝、なべ浩正 | 19.6%  | BOX2 Vol.9 団長(2)                                         |
| 40     | 7月13日        | 手錠のままの脱走                | 宮下潤一          | 渡辺拓也   | 三上真一郎、山本昌平、結城マミ、辰馬伸、影山英俊、ノールマン・シーズ、波すずめ、宮田光、高橋正昭、菅秀樹、中山辰夫、近藤道夫、太田明 | 13.1%  | BOX2 Vol.9 リキ(1)                                         |
| 41     | 7月20日        | バニング・レディ                | 柏原寛司          | 村川透     | 長谷直美、晴乃ピーチク、鶴岡修、清水宏、関川慎二、舛田紀子、植松健、永谷悟一、星野晃、岡田勝、石井和彦、上村一夫、木田愛子 | 9.7%   | BOX2 Vol.9                                                 |
| 42     | 8月03日        | ピエロの名演                    | 大野武雄          | 村川透     | 岩城滉一、吉田豊明、堀礼文、岡本麗、上田耕一、戸塚孝、庄司三郎、相川圭子、新井恵己、菅秀樹、花原照子、愛田恭子、村木勲、北川陽一郎、鳴門万希子、伊藤進、梶悦子、伊藤清美 | 14.7%  |                                                            |
| 43     | 8月10日        | 4号岸壁の殺人                   | 新井光            | 西村潔     | 清水まゆみ、南道郎、加瀬悦孝、山本紀彦、兼松隆、永野明彦、晴海勇三、畑中猛重、幸英二、きくち英一、星純夫、桑原恵子、河合絃司 | 10.8%  |                                                            |
| 44     | 8月17日        | ロング・グッドバイ              | 柏原寛司          | 西村潔     | 竜崎勝、八名信夫、工藤明子、団巌、西内彰、稲川善一、川部修詩、大木史朗、大竹義夫、高橋正昭、葉隠柳、大谷俊夫 | 9.9%   |                                                            |
| 45     | 8月24日        | 大激走! スーパーマシン          | 新井光            | 長谷部安春 | 椎谷建治、鳥巣哲生、片岡五郎、小寺大介、広田正光、別所立木、伊藤秋年、青木勇次、星野晃、井口修一、北斗太郎、秋山敏、山田禅二、武田知加子、北原ひとみ | 11.9%  | BOX1 Vol.5                                                 |
| 46     | 8月31日        | 消えた一時間                    | 峯尾基三          | 長谷部安春 | 小林稔侍、香野なつみ、音羽千佳子、草薙良一、宮沢元、龍のり子、古川隆、根本泰明、石橋広、山村圭介 | 17.4%  | BOX1 Vol.5 ダーティーキャラクター コレクションシリーズ(2)  |
| 47     | 9月07日        | 笛吹川有情                      | 永原秀一          | 渡辺拓也   | 平泉征、田中浩、鹿沼えり、晴乃ピーチク、不知火艶、戸塚孝、大山清志、稲川善一、相馬剛三、小寺大介、水橋和夫、姫るり子、柚木悦子、新井恵己、野村比左子、加々良一和輝 | 13.3%  | BOX1 Vol.5                                                 |
| 48     | 9月14日        | 別離のブランデーグラス          | 大野武雄          | 宮越澄     | 渡瀬由喜子、寺島達夫、青木卓、鈴木和夫、明日香和泉、綾中素子、有馬明良、岡田勝、荻原紀、伊藤秋年、林弘造、中島元、宮島裕子 | 14.7%  | BOX1 Vol.6 課長                                            |
| 49     | 9月21日        | 俺だけの天使                    | 宮下潤一          | 渡辺拓也   | 野瀬哲男、紗貴めぐみ、佐藤晟也、石山雄大、明石勤、影山英俊、滝沢双、浜口竜哉、鳴門万希子、小坂生男、菅秀樹、郷内栄樹、西内彰、岡田勝 | 12.7%  |                                                            |
| 50     | 9月28日        | 少女の叫び                      | 峯尾基三          | 宮越澄     | 内海和子、福本清三、福岡正剛、野川愛、石川敏、植松健、相原巨典、城野勝己、山本庄助 | 12.6%  | BOX1 Vol.6                                                 |
| 51     | 10月05日       | 盗まれた青春                    | 新井光            | 渡辺拓也   | 岡本達哉、泉ワ輔、宮島一輔、滝川潤、小坂生男、荻原紀、北村大造、古川小夜子、金子毅、緒形光平、秋山敏、西山健司、中瀬博文、小田賀津浩、三津谷猛 | 10.5%  | リキ(3)                                                    |
| 52     | 10月12日       | ギャングになった刑事            | 柏原寛司          | 渡辺拓也   | 松本ちえこ、八名信夫、友金敏雄、榎木兵衛、団巌、菅秀樹、忍由紀 | 9.8%   | BOX2 Vol.9                                                 |
| 53     | 10月19日       | 特ダネの罠                      | 永原秀一          | 長谷部安春 | 北條清嗣、大下哲矢、奥村公延、下村節子、河合絃司、星野晃、国本不二星、遠山孝一、小見山純夫、仲川憲次 | 15.6%  |                                                            |
| 54     | 10月26日       | 兼子刑事暁に死す                | 大野武雄          | 長谷部安春 | 根上淳、永島暎子、江角英明、晴海勇三、辰馬伸、姿鐡太郎、新井一夫、相川圭子、与田真魚、西内彰、三重街恒二、城野勝己、森岡隆見、石橋広烝、有馬明良、岡田勝(ノンクレジット) | 12.3%  | BOX1 Vol.6                                                 |
| 55     | 11月02日       | 新人ジョーの夜明け              | 新井光            | 小澤啓一   | 山本ゆか里、片岡五郎、庄司三郎、森下明、荻原紀、大竹義夫、川部修詩、加々良一和輝、千葉長門、小林重夫、鎌形敏雄、小坂生男、古川隆、郷内栄樹 | 15.9%  | BOX1 Vol.6 ジョー                                          |
| 56     | 11月09日       | 時間よ止まれ!                   | 峯尾基三          | 小澤啓一   | 中田博久、船水俊宏、草薙良一、不知火艶、大阪憲、鈴木志郎、垣内隆、山本庄助、姫るり子、荒井恵己、渡辺有希子、川口光枝 | 13.3%  |                                                            |
| 57     | 11月16日       | 挑戦                            | 柏原寛司          | 渡辺拓也   | 鹿内孝、竹井みどり、三角八郎、真理明美、石川敏、大島宏之、佐藤純、椎原忠彦、滝川龍之助、榊原和彦、谷口一義 | 18.4%  | BOX2 Vol.10 リキ(2)                                        |
| 58     | 11月23日       | 狙われる                        | 永原秀一 平野靖司 | 渡辺拓也   | 仁和令子、高野真二、沢田勝美、福岡由里子、島英司、角田映二、稲川善一、山本武、菅秀樹、遠山孝一 | 13.3%  | BOX2 Vol.10                                                |
| 59     | 11月30日       | 残った一発の弾丸                | 峯尾基三          | 宮越澄     | 高品正広、関川慎二、江見俊太郎、盛田美友紀、山田光一、田代潤、花原照子、塩野和美、金田浪子、山口哲生、東興作 | 13.7%  | BOX2 Vol.10                                                |
| 60     | 12月07日       | 男の子守唄                      | 大野武雄          | 宮越澄     | 佐藤允、伊達三郎、椎谷建治、野坂信一、明石勤、矢口純、新井一夫、小坂生男、秋山敏、宮沢元、荻原紀、中瀬博文、高橋正昭、城野勝己、緒方光平 | 12.7%  | タニ                                                       |
| 61     | 12月14日       | 暁の陽動作戦                    | 柏原寛司          | 長谷部安春 | 滝川潤、井上博一、宮島一輔、北村大造、伊藤秋年、本田真澄、菅秀樹、近藤宏 | 14.0%  |                                                            |
| 62     | 12月21日       | 危険な情報                      | 峯尾基三          | 長谷部安春 | 湯原昌幸、片岡五郎、中平哲仟、壇喧太、西山健司、河合絃司、永井譲司、遠山孝一、石川公康、丸山克弘 | 14.4%  |                                                            |
| 63     | 12月28日       | 生きていた刑事魂                | 新井光            | 宮越澄     | 深江章喜、小林伊津子、晴海勇三、戸塚孝、新井一夫、岡田勝、花原照子、庄司三郎、大木史郎、岡幸次郎、古川隆、北斗太郎、北原ひとみ | 15.1%  | BOX2 Vol.10                                                |
| 64     | 1981年01月04日 | 九州横断大捜査網!!              | 永原秀一 新井光   | 小澤啓一   | （第64・65話共通）星野真弓、三景啓司、太刀川寛、八名信夫、永野明彦、川口悦男、 （第64話のみ）石山雄大、鈴木和夫、友金敏雄、堀礼文、工藤万利、鳴門万希子、浜本義昭、北川湛子、吾桐芳雄、城野勝己、星野晃、高橋正昭、遠山孝一、今村文則、(65話のみ)、軽部仁、園田晴久、西内彰、中瀬博文、有馬明良、山本庄助、加々良一和輝、緒方光平、内田和貴 | 12.7%  | BOX2 Vol.11                                                |
| 65     | 1月11日        | 博多港決戦!!                    | 永原秀一 新井光   | 小澤啓一   | （第64・65話共通）星野真弓、三景啓司、太刀川寛、八名信夫、永野明彦、川口悦男、 （第64話のみ）石山雄大、鈴木和夫、友金敏雄、堀礼文、工藤万利、鳴門万希子、浜本義昭、北川湛子、吾桐芳雄、城野勝己、星野晃、高橋正昭、遠山孝一、今村文則、(65話のみ)、軽部仁、園田晴久、西内彰、中瀬博文、有馬明良、山本庄助、加々良一和輝、緒方光平、内田和貴 | 16.5%  | BOX2 Vol.11                                                |
| 66     | 1月18日        | 17年目の誘拐                    | 宮下潤一          | 宮越澄     | 高城淳一、伊藤真奈美、中田博久、小坂生男、浅見小四郎、大川博史、三重街恒二、大阪憲、金田浪子、千葉美香 | 15.9%  | BOX2 Vol.11 係長                                           |
| 67     | 1月25日        | 狙われた木暮課長                | 大野武雄          | 渡辺拓也   | 今井健二、成瀬正、庄司三郎、谷口芳昭、檀喧太、アンジェロ・アンジェリ、トニー・マーテブー、川部修詩、相川圭子、福岡正剛、安藤博信、田代潤、山本一夫、小室正幸、菅秀樹、加々良一和輝、田中元一 | 14.9%  | BOX2 Vol.11 課長                                           |
| 68     | 2月01日        | 地獄からの使者                  | 永原秀一          | 渡辺拓也   | 渡瀬由喜子、織田あきら、北條清嗣、川口裕子、小寺大介、大野雅之、北浜則和 | 13.9%  | ゲン                                                       |
| 69     | 2月08日        | マシンX爆破命令                 | 新井光            | 長谷部安春 | 藤木敬士、潤ますみ、兼松隆、島英司、高崎良三、西内彰、高橋正昭、岡田勝、星野晃、遠山孝一、加藤和夫 | 16.0%  | BOX2 Vol.12                                                |
| 70     | 2月15日        | チンピラ・ブルース              | 柏原寛司          | 長谷部安春 | 中西良太、金子研三、園めぐみ、船水俊宏、姿鐡太郎、福原秀雄、山崎一郎、荻原賢三、町田真一 | 12.9%  | BOX2 Vol.12                                                |
| 71     | 2月22日        | 燃える罠からの脱出              | 宮下潤一          | 小澤啓一   | 亜湖、浜田晃、辰馬伸、草薙良一、中原博美智、山崎由利子、小村一美、渥美国泰 | 14.7%  | 課長                                                       |
| 72     | 3月01日        | 命をつなぐ鎖                    | 峯尾基三          | 小澤啓一   | 林ゆたか、佐藤晟也、中平哲仟、速水隆、木瓜みらい、流健二郎、不知火艶、西山健司、金田浪子、伊藤桂子、菅秀樹、伊藤秋年、今村文則 | 16.0%  |                                                            |
| 73     | 3月08日        | 連続射殺魔                      | 永原秀一          | 渡辺拓也   | 西田健、晴乃ピーチク、横山由美子、鶴岡修、吉沢由紀、中川明、明石勤、高崎良三、花原照子、小坂生男、村木勲、花巻五郎、甲斐浩、山田正信、今村文則、菅秀樹 | 9.9%   | BOX2 Vol.12                                                |
| 74     | 3月15日        | 出発                            | 新井光            | 渡辺拓也   | 砂塚秀夫、大下哲矢、西田良、吾桐芳雄、石山雄大、戸塚孝、梶悦子、滝川龍之助、亜蘭美香、清水るり子、湯原昌幸 | 16.1%  | BOX2 Vol.12                                                |
| 75     | 3月22日        | 平尾一兵、危機一髪              | 柏原寛司          | 宮越澄     | 阿藤海、友金敏雄、江口燁子、姫るり子、山本庄助、今村均、徳武忠、福岡由里子、川部修詩、鈴木功、千葉長門、渡辺美佐 | 15.6%  | BOX3 Vol.13 イッペイ(1)                                    |
| 76     | 3月29日        | 灼熱の追跡                      | 宮下潤一 新井光   | 宮越澄     | 船水俊宏、檀喧太、山科ゆり、荻原紀、庄司三郎、姿鐡太郎、星野晃、滝義郎、吉田照義 | 15.0%  | ジョー                                                     |
| 77     | 4月19日        | 38時間の戦慄                    | 永原秀一          | 長谷部安春 | 有川博、椎谷建治、水原麻記、日向夏子、団巌、重盛てる江、上村一夫、高瀬仁、中平哲仟、秋山敏、河合絃司、酒井郷博 | 14.9%  | BOX3 Vol.13 リキ(3)                                        |
| 78     | 5月03日        | 射殺                            | 新井光            | 長谷部安春 | 葉山良二、滝川潤、上田耕一、工藤美奈子、畑中猛、小坂生男、桑原恵子、西内彰、村木勲、浅沼晋、浅野直人、秋野陽介、加々良一和輝、池上とし江、大竹義夫、南道郎 | 16.3%  | タニ                                                       |
| 79     | 5月10日        | 婦人警官                        | 峯尾基三          | 小澤啓一   | 堀越陽子、成瀬正、河合絃司、千葉美香、戸塚孝、星野晃、福永幸男、遠山孝一、今村文則、明石憬子、中村玉江、伊藤恵子、大石直子 | 13.0%  | イッペイ(2)                                                |
| 80     | 5月17日        | 闇に響く銃声                    | 柏原寛司          | 小澤啓一   | 岡崎二朗、山岡健、丹古母鬼馬二、福岡正剛、晴海勇三、豊島ひとみ、菅秀樹、吉田照義、村木勲、酒井郷博 | 16.4%  | リキ(2)                                                    |
| 81     | 5月24日        | 愛と炎のメロディー              | 新井光            | 渡辺拓也   | 北條清嗣、沢田勝美、宮川洋一、目黒幸子、弘松三郎、井上博一、信実一徳、速水隆、村田みゆき、西山健司、金子毅、細谷正美、加々良一和輝、高木清 | 19.9%  | 団長(3)                                                    |
| 82     | 5月31日        | ろくでなしの詩                  | 大野武雄          | 渡辺拓也   | 市川好朗、河西健司、尾木まゆみ、中田博久、川崎あかね、重松収、浜口竜哉、小坂生男、龍駿介、新井一夫、川又敏江、末松芳隆 | 11.6%  | BOX3 Vol.13                                                |
| 83     | 6月07日        | 西から来た刑事                  | 永原秀一 平野靖司 | 澤田幸弘   | 草薙幸二郎、鹿沼えり、小宮守、工藤美奈子、大東梁佶、西真理子、谷口芳昭、大前田武、秋山敏、好水康子、伊藤あつ子、山崎由利子、金田浪子、上村一夫、大竹義夫、西内彰、村木勲 | 14.9%  | BOX3 Vol.13                                                |
| 84     | 6月14日        | 危険な女                        | 峯尾基三          | 澤田幸弘   | 亜湖、片岡五郎、清水宏、大石はるみ、河合絃司、姫るり子、幸英二、三井英子、岡田勝 | 18.3%  | イッペイ(2)                                                |
| 85     | 6月21日        | 男の償い                        | 新井光            | 宮越澄     | 南城竜也、三浦リカ、佐藤晟也、兼松隆、鈴木和夫、森下明、森岡隆見、小坂生男、六角なお、新井恵己、稲川善一、星野晃、高橋正昭、国宗篤 | 13.3%  |                                                            |
| 86     | 6月28日        | 決断12時                        | 柏原寛司          | 宮越澄     | 砂塚秀夫、野口ふみえ、草薙良一、下川江那、飯田浩幾、八木隆、塩野和美、林寛一、三田康二、田代潤、村上理子、監物房子、加藤学、千葉長門、菅秀樹、佐藤好将、境賢一、山田博行、牧章子、水尾理恵子 | 13.7%  |                                                            |
| 87     | 7月12日        | 口を閉ざした少年                | 大野武雄          | 長谷部安春 | 井上博一、戸部夕子、三縄智、小林重四郎、晴海勇三、辰馬伸、広田正光、佐藤了一、浅見小四郎、龍駿介、笹川恵美子、細谷正美、荻原紀、西内彰、中瀬博文、杉山和男 | 13.0%  |                                                            |
| 88     | 7月19日        | バスジャック                    | 新井光            | 長谷部安春 | 深見博、椎谷建治、檀喧太、谷口芳昭、賀川修嗣、清水武、角田映二、安藤博信、北村克美、河野登志美、池上とし江、滝浦まゆみ | 14.2%  | BOX3 Vol.14 団長(1)                                        |
| 89     | 7月26日        | もう一つの勲章                  | 新井光            | 宮越澄     | 西川きよし（友情出演）、舟倉たまき、八名信夫、信実一徳、別所立木、伊藤紘、星野晃、小幡秀樹、菅秀樹、大塚真由美、安達一和 | 10.9%  | BOX3 Vol.14                                                |
| 90     | 8月09日        | 天使の身代金                    | 和久田正明        | 小澤啓一   | 長谷川明男、志麻いづみ、山科ゆり、浜田晃、永野明彦、相原巨典、舟久保信之、石津康彦、明石憬子、浜口竜哉 | 11.9%  |                                                            |
| 91     | 8月16日        | 鮮血のペンダント                | 永原秀一 宮下潤一 | 小澤啓一   | 岩城滉一、大下哲矢、根岸一正、倉沢映子、テレサ・クルーデー、ブランデー・バーデー、真木恭介、秋山京子、二家本辰己、国宗篤、高橋正昭 | 11.7%  | BOX3 Vol.14                                                |
| 92     | 8月23日        | 幻の警視総監賞                  | 峯尾基三          | 渡辺拓也   | 福崎和宏、片岡五郎、明石勤、中平哲仟、明日香和泉、川口裕子、岡田勝、高橋義治、荻原紀、加々良一和輝、村木勲、今村文則、大黒田実 | 13.6%  | ゲン                                                       |
| 93     | 8月30日        | 氷点下の激闘                    | 柏原寛司 日暮裕一 | 渡辺拓也   | 長塚京三、兼松隆、高杉玄、中庸助、畑中猛、不知火艶、西内彰、花原照子、青山恭子、吉田照義、千葉長門、柴田光哉、細谷正美、遠藤貫也、遠山孝一、上野忠彦、青木勇次 | 14.7%  | BOX3 Vol.14                                                |
| 94     | 9月06日        | 地下水道                        | 永原秀一 平野靖司 | 宮越澄     | 山下洵一郎、伊達三郎、河野登志美、晴海勇三、荻原紀、我如古盛勇、西内彰、庄司三郎、森岡隆見、龍駿介、伊藤一政、安藤博信、長島隆一、石川公康、山川昭 | 15.7%  |                                                            |
| 95     | 9月13日        | 刑事の夜明け                    | 大野武雄          | 澤田幸弘   | 椎谷建治、上月左知子、中田博久、榎木兵衛、朝比奈順子、辰馬伸、檀喧太、鈴木利夫、久遠利三、井上三千男、中原渉、常夏ひとみ、遠山孝一、安達愼久、速水隆、星野晃、高橋正昭、由利勝郎、国本不二星、岡田勝、柴田光哉、石川徹、今村文則、緒方光平、石川公康、小堀正勝、宮脇敬                                                                      | 16.3%  | 係長                                                       |
| 96     | 9月20日        | 黒豹刑事リキ                    | 新井光            | 澤田幸弘   | 志賀勝、鈴木和夫、三上剛、団巌、広田正光、平山雅代、田代潤、波多江清、大島和輝 | 14.9%  | BOX3 Vol.15 リキ(1)                                        |
| 97     | 9月27日        | 第41雑居房                      | 永原秀一 宮下潤一 | 長谷部安春 | 深見博、加藤大樹、笹入舟作、真田英明、佐藤了一、渡辺憲悟、三浦伸、岡幸次郎、岡駿介、伊藤孝一、斉藤克美、滝川龍之助、安藤博信、遠藤貫也、山田博昭 | 16.6%  |                                                            |
| 98     | 10月04日       | ショットガン・ フォーメーション | 柏原寛司          | 長谷部安春 | 内田勝正、深江章喜、戸塚孝、新井一夫、小坂生男、高橋義治、大竹義夫、永野明彦、野口元夫、小山源喜、浅見小四郎、福原秀雄、永谷吾一、相原巨典、側見民雄、若島伸司 | 12.1%  | BOX3 Vol.15                                                |
| 99     | 10月11日       | 二つの顔                        | 峯尾基三          | 渡辺拓也   | 井上博一、関川慎二、奥村公延、姫るり子、森愛、草薙良一、笠野賢二、谷口芳昭、滝義郎、山本庄助、加々良一和輝、村上幹夫、新のり子、柚木悦子、宮地秀夫 | 14.1%  |                                                            |
| 100    | 10月18日       | 爆弾を抱く少女                  | 那須真知子        | 渡辺拓也   | 好井ひとみ、森山周一郎、船水俊宏、浜口竜哉、荻原賢三、今村文則、遠山孝一、緒方光平、関好秀 | 17.1%  | BOX3 Vol.15                                                |
| 101    | 10月25日       | 甦れ、ヨタロー!                 | 大野武雄          | 小澤啓一   | 林家こぶ平、田中浩、岩瀬威司、船渡健二、畑中猛、福永幸男、庄司三郎、佐竹一男、鶴岡修、遠藤貫也、梓ようこ、北村克美、秋本重之、前島良行 | 17.6%  | BOX3 Vol.15                                                |
| 102    | 11月01日       | 兇銃44オート・マグ              | 永原秀一          | 小澤啓一   | 神田隆、黒部進、阿藤海、中庸助、内藤杏子、姿鐵太郎、団巌、上地雄大、吉宮慎一、清水宏、花原照子、若尾義昭、村木勲、上野忠彦、浅野直人 | 15.6%  | BOX3 Vol.16 ダーティーキャラクター コレクションシリーズ(1) |
| 103    | 11月08日       | 強攻突破                        | 杉村のぼる        | 宮越澄     | 成瀬正、吉沢健、兼松隆、荻原紀、きくち英一、だるま二郎、晴海勇三、花かおる、石井和彦、島英司、柴田光哉、遠山孝一、峯岸康男、トニー・マーテブー(ノンクレジット) | 20.9%  |                                                            |
| 104    | 11月15日       | 栄光への爆走                    | 新井光            | 宮越澄     | 高峰三枝子（特別出演）、矢吹二朗、睦五郎、保坂やす子、大前田武、西内彰、倉島襄、麿のぼる、夏倉健二、国本不二星、緒方光平、福原秀雄、永野明彦(ノンクレジット) | 18.5%  | BOX3 Vol.16                                                |
| 105    | 11月22日       | 謎のルート・マカオ              | 峯尾基三          | 澤田幸弘   | 八名信夫、山岡徹也、草薙良一、小林千枝、速水隆、谷口芳昭、伊藤真奈美、松尾文人、小倉雄三、高崎良三、森みどり、遠藤貫也、森岡隆見 | 16.0%  |                                                            |
| 106    | 11月29日       | 午前11時、爆破!                 | 新井光 駒田博之   | 澤田幸弘   | 中西良太、渡瀬ゆき、山西道広、清水宏、不知火艶、酒井昭、下村節子、人見ゆかり、大河内稔、千葉長門、村木勲、櫻井陽子、浅野直人、国宗篤、阿部美恵子 | 21.9%  |                                                            |
| 107    | 12月06日       | 暴走トラック炎上!               | 宮田雪            | 渡辺拓也   | 内藤剛志、吉岡睦子、中田博久、高品正広、壇喧太、深見博、龍駿介、松尾文人、石神一、川部修詩、加々良一和輝、中村玉江、緒方光平、山田俊志 | 16.1%  | BOX3 Vol.16                                                |
| 108    | 12月13日       | 時効成立9分前                   | 大野武雄          | 渡辺拓也   | 名和宏、松岡ふたみ、吉原正皓、大村千吉、パンチョ加賀美、姿鐡太郎、菅原明、広田正光、町田幸夫、上條まどか、坂本美智子、佐々木由起恵、福井一也、国本不二星、倉屋明、柴田明 | 17.8%  | 団長(3)                                                    |
| 109    | 12月20日       | 西部最前線の攻防 -前編-         | 永原秀一 宮下潤一 | 小澤啓一   | （第109・110話共通）中村竹弥、水原ゆう紀、深江章喜、佐伯徹、小倉馨、辰馬伸、星野晃、田代潤、(第109話―114話共通)西内彰、我如古盛勇、 （第109話のみ）大西徹哉、宮田光、荻原紀、金子勝美、岡田勝、高橋正昭、村木勲、 （第110話のみ）小山源喜、戸塚孝、城野勝己、吉田照義、山崎由利香                                                           | 18.4%  | BOX3 Vol.16 ハト(1)                                        |
| 110    | 12月27日       | 西部最前線の攻防 -後編-         | 永原秀一 宮下潤一 | 小澤啓一   | （第109・110話共通）中村竹弥、水原ゆう紀、深江章喜、佐伯徹、小倉馨、辰馬伸、星野晃、田代潤、(第109話―114話共通)西内彰、我如古盛勇、 （第109話のみ）大西徹哉、宮田光、荻原紀、金子勝美、岡田勝、高橋正昭、村木勲、 （第110話のみ）小山源喜、戸塚孝、城野勝己、吉田照義、山崎由利香                                                           | 22.3%  | BOX3 Vol.17 ハト(1)                                        |
| 111    | 1982年01月03日 | 出動命令・特車"サファリ"        | 新井光            | 宮越澄     | 井上博一、天野新士、永野明彦、鈴木和夫、新井一夫、明石勤、岡幸次郎、今村文則、遠山孝一、石川公康 | 12.5%  | BOX3 Vol.17                                                |
| 112    | 1月10日        | ワイルド刑事ハート              | 宮田雪            | 宮越澄     | 加藤和夫、渡辺義之、大下哲矢、信実一徳、庄司三郎、佐竹一男、栗田八郎、重盛てる江、花村ひろ子、斉藤克美、相田麻理子、細谷正美、石井和彦、緒方光平、石川徹、青木勇次 | 14.1%  | ハト(3)                                                    |
| 113    | 1月17日        | 狙撃手、大門                    | 大野武雄          | 渡辺拓也   | 内田勝正、近藤準、兼松隆、中平哲仟、工藤美奈子、花かおる、夏倉健二、団巌、浜口竜哉、有馬祥子、遠藤貫也、千葉長門、上野忠彦 | 20.0%  | 団長(1)                                                    |
| 114    | 1月24日        | FBI・指名手配!                  | 宮田雪            | 渡辺拓也   | 林ゆたか、吉田次昭、伊藤真奈美、千波丈太郎、滝川潤、重松収、遠藤貫也、若尾義昭、伊藤清美、浅野直人、山本清二、秋田谷一憲 | 19.7%  |                                                            |
| 115    | 1月31日        | ミクロの標的                    | 柏原寛司          | 澤田幸弘   | 深見博、高品正広、朝比奈順子、高崎良三、小山源喜、安藤博信、水野靖子、中島秀美 | 19.1%  |                                                            |
| 116    | 2月07日        | 狙撃銃・G3スナイパー            | 峯尾基三          | 澤田幸弘   | 鹿内孝、砂塚秀夫、有馬昌彦、早川研吉、高野真二、小坂生男、高橋義治、吉宮慎一、和田啓聖、広田正光、北村典子、千葉長門、吉田照義 | 19.5%  | BOX3 Vol.17                                                |
| 117    | 2月14日        | 眼を開け!カウボーイ             | 那須真知子        | 小澤啓一   | 星正人、香野なつみ、上田耕一、吉田猛、畑中猛、川部修詩、古鉄恵美子、砂塚とみよ、大竹義夫、夢野銀次郎、大橋初江、青瀬泉、麿のぼる、郷内栄喜、田代潤、遠山孝一、倉屋孝信、伊藤政敏、長根めぐみ | 17.7%  | ハト(2)                                                    |
| 118    | 2月21日        | あの歌をもう一度                | 大野武雄          | 小澤啓一   | 豊島ひとみ、芦川誠、八名信夫、森下明、不知火艶、河合絃司、浜口竜哉、庄司三郎、三重街恒二、二家本辰巳、鳥居光一、龍駿介、星野晃、岡田勝、青木勇、浜田知子、南美希子(ノンクレジット) | 19.5%  |                                                            |
| 119    | 2月28日        | マフィアからの挑戦              | 宮下潤一          | 宮越澄     | 伊藤敏八、片岡五郎、岡本麗、榊ひろみ、河合絃司、大村一郎、姫るり子、安藤博信、庄司顕仁、斉藤等、藤原益夫、トニー・マーテブー(ノンクレジット) | 18.9%  | ハト(1)                                                    |
| 120    | 3月07日        | 消えた白バイ隊の謎              | 峯尾基三          | 澤田幸弘   | 一ノ瀬康子、吉沢健、加藤大樹、内藤剛志、重松収、石山雄大、河合絃司、井上邦道、岡崎夏子、島英司、牧村耕次、安藤博信、千葉長門、吉田照義、今泉真一郎、桜井陽子 | 17.9%  | イッペイ(1)                                                |
| 121    | 3月14日        | 無法の街に愛と勇気を!           | 宮田雪            | 宮越澄     | 竹井みどり、中山昭二、今井健二、三角八郎、弘松三郎、姿鐡太郎、永野明彦、福原秀雄、信実一徳、国宗篤、秋山篤志、石崎洋光、本田和利、大島宇三郎、澤田洋、川村妙子、高橋正昭、有馬明良、千葉長門 | 18.8%  | タニ                                                       |
| 122    | 3月21日        | リキ、絶体絶命                  | 宮下潤一          | 澤田幸弘   | 永島暎子、山本昌平、江見俊太郎、中庸助、大下哲矢、関川慎二、辰馬伸、団巌、高橋義治、河合絃司、伊沢勉、菊池由香里、伊吹礼一、浅野直人、高瀬将嗣、平正信、伊藤清美、遠山孝一、緒方光平 | 19.5%  | BOX3 Vol.17 リキ(3)                                        |
| 123    | 3月28日        | 松田刑事、絶命!                 | 新井光            | 渡辺拓也   | 葉山良二、江角英明、船水俊宏、北村大造、伊藤紘、福岡正剛、三重街恒二、石井和彦、青木勇次、遠藤貫也、岡田勝、中瀬博文、藤原益二、柴田明代、藤本寛 | 20.8%  | BOX3 Vol.18 リキ(2)                                        |
| 124    | 4月04日        | -木暮課長- 不死鳥の如く・今     | 大野武雄          | 渡辺拓也   | 中原早苗、前田昌明、牧口昌代、浜世津子、出光元、川崎あかね、森大河、佐竹一男、清水宏、鈴木和夫、草薙良一、上野忠彦、北村克美、斉藤由美、森下明 | 15.7%  | BOX3 Vol.18                                                |
| 125    | 4月11日        | 約束の報酬                      | 柏原寛司 日暮裕一 | 渡辺拓也   | 河西健司、水上功治、森山周一郎、黒部進、高品正広、吉田豊明、信実一徳、花かおる、倉島襄、高橋義治、岡幸次郎、荻原賢三、神田紅、水木洋子、谷地弘至、渡辺毅、大竹義夫、星野晃、高橋正昭、北斗太郎、田口計 | 18.1%  | BOX3 Vol.18                                                |
| 126    | 4月18日        | また逢う日まで                  | 永原秀一          | 荻原達     | 奈美悦子、伊達正三郎、八名信夫、阿藤海、中島葵、檀喧太、梓ようこ、松島敏雄、遠藤優美、大島宏之、千葉長門、長谷川一輝 | 22.0%  | BOX3 Vol.18                                                |

## 地方ロケ
山梨（第47話・第116話）
前者では甲府市の昇仙峡を始め、東八代郡石和町（現・笛吹市）の石和温泉、石和温泉病院にて撮影を敢行。後者では富士吉田市の富士急ハイランドが撮影に使用された。
九州ロケ（第64話・第65話）
前後編として制作されたこの2話分では、以下の各所でのロケが行われた。
- 福岡県福岡市：大濠ウェディングホール（現・ベルクラシック福岡大濠）、博多駅、福岡空港、九州朝日放送、中洲（エスカイヤクラブ博多、博多ぼて）、ホテルニューオータニ博多、箱崎埠頭、福岡県済生会福岡総合病院
- 福岡県大牟田市：三池港
- 熊本県荒尾市：三井グリーンランド（現・グリーンランド）
- 大分県大分市：大分港、大分ホーバーフェリー、大分ウエディングホール、国道197号線（大分城前）
- 大分県別府市：別府港
- 宮崎県日向市：日本カーフェリー（マリンエキスプレス）、日向港フェリーターミナル

静岡（第109話・第110話）

## 関連番組
西部警察スペシャル・知られざるスターの横顔　甦える闘いの日々－男たちの休日－
1981年4月26日に、通常の放送時間帯にて放送された特別番組。構成：出倉宏、監督：渡辺拓也。
内容は大門軍団の休日という設定のもと、番組の過去の総集編とレギュラー出演者の新撮によるプライベート映像、石原プロ恒例の炊き出し行事の紹介で構成されている。

## ノベライゼーション
編:ブローバックプロ、ノベライズ:中本博通、出版社:全国朝日放送。後に新装版が青志社から出版されている。
| 巻 | 収録話 | 発行日        |
| -- | --- | ------------- |
| 1  | 無防備都市、白昼の誘拐、横浜銃撃戦、暴走刑事を撃て!!、マシンガン狂詩曲、ビッグバッド・ママ、 ホットマネー攻防戦            | 1980年2月26日 |
| 2  | 俺たちの闘い、トリック・プレイ、少年、汚ない奴、蘇る一弾、刑事を奪え、さらば愛しき女                                       | 1980年6月8日  |
| 3  | 新人・リュウが翔んだ!!、バニング・レディ、炎の中で甦れ!、手錠のままの脱走、遥かなる故郷、消えた一時間、 ロング・グッドバイ | 1980年11月4日 |